# Carissa spinarum
Carissa spinarum L., também referida como Carissa edulis (Vahl) ou Carissa ovata R.Br., vulgarmente chamada mirangolo, entre inúmeras outras denominações  é um arbusto espinhoso, com até 5 metros de altura, cujos frutos  comestíveis são roxos, quase pretos quando maduros, com muitas e pequenas sementes no centro. 
O sabor dos frutos assemelha-se ao de ginja e ameixa, com uma acidez suave, sendo também utilizado em saborosas compotas e geleias.
Distribui-se da África à Indochina, da Austrália à Nova Caledônia.No sul da  África, a florada ocorre de setembro a dezembro, frutificando de novembro a janeiro. Insetos polinizam as flores bissexuadas.  Em Angola, a planta ocorre no Planalto Central.